# The Masters 2021 (snooker)
Il Masters 2021 è stato il nono evento professionistico della stagione 2020-2021 di snooker, il terzo Non-Ranking, e la 47ª edizione di questo torneo, che si è disputato dal 10 al 17 gennaio 2021, presso la Marshall Arena di Milton Keynes, in Inghilterra.
Il torneo è stato vinto da Yan Bingtao, il quale ha battuto in finale John Higgins per 10-8. Il cinese si è aggiudicato così il suo primo Masters, il suo primo evento della Tripla Corona ed il suo primo titolo Non-Ranking in carriera; si tratta del sesto giocatore a vincere questa competizione all'esordio, nonché del quinto non britannico ad alzare il Paul Hunter Trophy in assoluto dal 2012, e il secondo cinese dopo Ding Junhui (2011).
Il campione in carica era Stuart Bingham, il quale è stato eliminato in semifinale da Yan Bingtao.

## Vigilia

### Aspetti tecnici
A seguito della pandemia di COVID-19, il World Snooker Tour si è visto costretto a cancellare e posticipare eventi nel calendario; tuttavia, questo avrebbe dovuto essere il primo torneo stagionale a non disputarsi alla Marshall Arena di Milton Keynes – struttura scelta a partire dall'edizione del giugno 2020 della Championship League per motivi legati alla prevenzione della pandemia, in quanto unica struttura ad offrire condizioni per una bolla, fatta eccezione per il Campionato mondiale 2020, giocatosi tra luglio ed agosto al Crucible Theatre di Sheffield – e il primo che avrebbe dovuto ammettere una quantità ridotta di spettatori, con un massimo di 1000 persone in sala, così come era accaduto per la prima giornata e per i due giorni della finale del Campionato del mondo. A seguito delle restrizioni per la pandemia, è stato poi deciso di ritornare alla Marshall Arena senza spettatori, così come era accaduto per tutti gli eventi stagionali fino a questo.
L'evento è sponsorizzato dalla Betfred, che ha interrotto un accordo di sette edizioni con Dafabet.
È stato confermato per intero il montepremi.

### Aspetti sportivi
Così come per tutte le precedenti edizioni questo evento non permette ai giocatori di guadagnare punti validi per la classifica mondiale.
Il torneo è stato aperto ai primi 16 giocatori del Ranking aggiornato al termine dello UK Championship 2020. Tuttavia, a causa delle positività di Judd Trump e Jack Lisowski, sono stati invitati Joe Perry e Gary Wilson, ovvero i primi due giocatori fuori dalla top 16.
Il Masters assegnerà il secondo trofeo stagionale della Tripla corona 2020-2021.

## Partecipanti
| Tds | Giocatore          | Precedenti partecipazioni |
| --- | ------------------ | --- |
| 1   | Stuart Bingham     | 10 (2006, 2007, 2012, 2013, 2014, 2015, 2016, 2017, 2019, 2020)                                                                                                 |
| 2   | Ronnie O'Sullivan  | 25 (1994, 1995, 1996, 1997, 1998, 1999, 2000, 2001, 2002, 2003, 2004, 2005, 2006, 2007, 2008, 2009, 2010, 2011, 2012, 2014, 2015, 2016, 2017, 2018, 2019)       |
| 3   | Judd Trump         | 10 (2009, 2012, 2013, 2014, 2015, 2016, 2017, 2018, 2019, 2020)                                                                                                 |
| 4   | Neil Robertson     | 14 (2004, 2007, 2008, 2009, 2010, 2011, 2012, 2013, 2014, 2015, 2016, 2017, 2019, 2020)                                                                         |
| 5   | Mark Selby         | 13 (2008, 2009, 2010, 2011, 2012, 2013, 2014, 2015, 2016, 2017, 2018, 2019, 2020)                                                                               |
| 6   | Kyren Wilson       | 4 (2017, 2018, 2019, 2020) |
| 7   | John Higgins       | 26 (1995, 1996, 1997, 1998, 1999, 2000, 2001, 2002, 2003, 2004, 2005, 2006, 2007, 2008, 2009, 2010, 2011, 2012, 2013, 2014, 2015, 2016, 2017, 2018, 2019, 2020) |
| 8   | Shaun Murphy       | 16 (2001, 2006, 2007, 2008, 2009, 2010, 2011, 2012, 2013, 2014, 2015, 2016, 2017, 2018, 2019, 2020)                                                             |
| 9   | Stephen Maguire    | 14 (2005, 2006, 2007, 2008, 2009, 2010, 2011, 2012, 2013, 2014, 2015, 2016, 2019, 2020)                                                                         |
| 10  | Mark Allen         | 12 (2009, 2010, 2011, 2012, 2013, 2014, 2015, 2016, 2017, 2018, 2019, 2020)                                                                                     |
| 11  | Ding Junhui        | 16 (2004, 2005, 2007, 2008, 2009, 2010, 2011, 2012, 2013, 2014, 2015, 2016, 2017, 2018, 2019, 2020)                                                             |
| 12  | Yan Bingtao        | 0 |
| 13  | David Gilbert      | 1 (2020) |
| 14  | Mark Williams      | 22 (1995, 1997, 1998, 1999, 2000, 2001, 2002, 2003, 2004, 2005, 2006, 2007, 2008, 2010, 2011, 2012, 2013, 2016, 2017, 2018, 2019, 2020)                         |
| 15  | Jack Lisowski      | 2 (2019, 2020) |
| 16  | Thepchaiya Un-Nooh | 0 |

Nota bene: nella sezione "precedenti partecipazioni", le date in grassetto indicano che il giocatore ha vinto quella edizione del torneo.

## Montepremi
- Vincitore: £250000
- Finalista: £100000
- Semifinalisti: £60000
- Quarti di finale: £30000
- Sedicesimi di finale: £15000
- Miglior break della competizione: £15000

## Fase a eliminazione diretta
|  | Ottavi di finale Al meglio degli 11 frames | Ottavi di finale Al meglio degli 11 frames | Ottavi di finale Al meglio degli 11 frames |                   |               | Quarti di finale Al meglio degli 11 frames | Quarti di finale Al meglio degli 11 frames | Quarti di finale Al meglio degli 11 frames |  |  | Semifinali Al meglio degli 11 frames | Semifinali Al meglio degli 11 frames | Semifinali Al meglio degli 11 frames |  |  | Finale Al meglio dei 19 frames | Finale Al meglio dei 19 frames | Finale Al meglio dei 19 frames |  |
|  |                                            |                                            |                                            |                   |               |                                            |                                            |                                            |  |  |                                      |                                      |                                      |  |  |                                |                                |                                |  |
|  | 1                                          | Stuart Bingham                             | 6                                          |                   |               |                                            |                                            |                                            |  |  |                                      |                                      |                                      |  |  |                                |                                |                                |  |
|  | 1                                          | Stuart Bingham                             | 6                                          |                   |               |                                            |                                            |                                            |  |  |                                      |                                      |                                      |  |  |                                |                                |                                |  |
|  | 16                                         | Thepchaiya Un-Nooh                         | 4                                          |                   |               |                                            |                                            |                                            |  |  |                                      |                                      |                                      |  |  |                                |                                |                                |  |
|  | 16                                         | Thepchaiya Un-Nooh                         | 4                                          |                   | 1             | Stuart Bingham                             | 6                                          |                                            |  |  |                                      |                                      |                                      |  |  |                                |                                |                                |  |
|  |                                            |                                            |                                            |                   | 1             | Stuart Bingham                             | 6                                          |                                            |  |  |                                      |                                      |                                      |  |  |                                |                                |                                |  |
|  |                                            |                                            | 8                                          | Shaun Murphy      | 3             |                                            |                                            |                                            |  |  |                                      |                                      |                                      |  |  |                                |                                |                                |  |
|  | 8                                          | Shaun Murphy                               | 8                                          | Shaun Murphy      | 3             | 6                                          |                                            |                                            |  |  |                                      |                                      |                                      |  |  |                                |                                |                                |  |
|  | 8                                          | Shaun Murphy                               |                                            |                   |               |                                            |                                            |                                            |  |  |                                      |                                      |                                      |  |  |                                |                                |                                |  |
|  | 14                                         | Mark Williams                              | 4                                          |                   |               |                                            |                                            |                                            |  |  |                                      |                                      |                                      |  |  |                                |                                |                                |  |
|  | 14                                         | Mark Williams                              | 4                                          |                   | 1             | Stuart Bingham                             | 5                                          |                                            |  |  |                                      |                                      |                                      |  |  |                                |                                |                                |  |
|  |                                            |                                            |                                            |                   |               |                                            |                                            |                                            |  |  |                                      |                                      |                                      |  |  |                                |                                |                                |  |
|  |                                            |                                            | 12                                         | Yan Bingtao       | 6             |                                            |                                            |                                            |  |  |                                      |                                      |                                      |  |  |                                |                                |                                |  |
|  | 5                                          | Mark Selby                                 | 12                                         | Yan Bingtao       | 6             | 3                                          |                                            |                                            |  |  |                                      |                                      |                                      |  |  |                                |                                |                                |  |
|  | 5                                          | Mark Selby                                 |                                            |                   |               |                                            |                                            |                                            |  |  |                                      |                                      |                                      |  |  |                                |                                |                                |  |
|  | 9                                          | Stephen Maguire                            | 6                                          |                   |               |                                            |                                            |                                            |  |  |                                      |                                      |                                      |  |  |                                |                                |                                |  |
|  | 9                                          | Stephen Maguire                            | 6                                          |                   | 9             | Stephen Maguire                            | 5                                          |                                            |  |  |                                      |                                      |                                      |  |  |                                |                                |                                |  |
|  |                                            |                                            |                                            |                   | 9             | Stephen Maguire                            | 5                                          |                                            |  |  |                                      |                                      |                                      |  |  |                                |                                |                                |  |
|  |                                            |                                            | 12                                         | Yan Bingtao       | 6             |                                            |                                            |                                            |  |  |                                      |                                      |                                      |  |  |                                |                                |                                |  |
|  | 4                                          | Neil Robertson                             | 12                                         | Yan Bingtao       | 6             | 5                                          |                                            |                                            |  |  |                                      |                                      |                                      |  |  |                                |                                |                                |  |
|  | 4                                          | Neil Robertson                             |                                            |                   |               |                                            |                                            |                                            |  |  |                                      |                                      |                                      |  |  |                                |                                |                                |  |
|  | 12                                         | Yan Bingtao                                | 6                                          |                   |               |                                            |                                            |                                            |  |  |                                      |                                      |                                      |  |  |                                |                                |                                |  |
|  | 12                                         | Yan Bingtao                                | 6                                          |                   | 12            | Yan Bingtao                                | 10                                         |                                            |  |  |                                      |                                      |                                      |  |  |                                |                                |                                |  |
|  |                                            |                                            |                                            |                   |               |                                            |                                            |                                            |  |  |                                      |                                      |                                      |  |  |                                |                                |                                |  |
|  |                                            |                                            | 7                                          | John Higgins      | 8             |                                            |                                            |                                            |  |  |                                      |                                      |                                      |  |  |                                |                                |                                |  |
|  |                                            | Joe Perry                                  | 7                                          | John Higgins      | 8             | 2                                          |                                            |                                            |  |  |                                      |                                      |                                      |  |  |                                |                                |                                |  |
|  |                                            |                                            |                                            |                   |               | 2                                          |                                            |                                            |  |  |                                      |                                      |                                      |  |  |                                |                                |                                |  |
|  | 13                                         | David Gilbert                              | 6                                          |                   |               |                                            |                                            |                                            |  |  |                                      |                                      |                                      |  |  |                                |                                |                                |  |
|  | 13                                         | David Gilbert                              | 6                                          |                   | 13            | David Gilbert                              | 6                                          |                                            |  |  |                                      |                                      |                                      |  |  |                                |                                |                                |  |
|  |                                            |                                            |                                            |                   | 13            | David Gilbert                              | 6                                          |                                            |  |  |                                      |                                      |                                      |  |  |                                |                                |                                |  |
|  |                                            |                                            | 6                                          | Kyren Wilson      | 5             |                                            |                                            |                                            |  |  |                                      |                                      |                                      |  |  |                                |                                |                                |  |
|  | 6                                          | Kyren Wilson                               | 6                                          | Kyren Wilson      | 5             | 6                                          |                                            |                                            |  |  |                                      |                                      |                                      |  |  |                                |                                |                                |  |
|  | 6                                          | Kyren Wilson                               |                                            |                   |               |                                            |                                            |                                            |  |  |                                      |                                      |                                      |  |  |                                |                                |                                |  |
|  |                                            | Gary Wilson                                | 2                                          |                   |               |                                            |                                            |                                            |  |  |                                      |                                      |                                      |  |  |                                |                                |                                |  |
|  |                                            | Gary Wilson                                | 2                                          | 13                | David Gilbert | 4                                          |                                            |                                            |  |  |                                      |                                      |                                      |  |  |                                |                                |                                |  |
|  |                                            |                                            |                                            |                   |               |                                            |                                            |                                            |  |  |                                      |                                      |                                      |  |  |                                |                                |                                |  |
|  |                                            |                                            | 7                                          | John Higgins      | 6             |                                            |                                            |                                            |  |  |                                      |                                      |                                      |  |  |                                |                                |                                |  |
|  | 7                                          | John Higgins                               | 7                                          | John Higgins      | 6             | 6                                          |                                            |                                            |  |  |                                      |                                      |                                      |  |  |                                |                                |                                |  |
|  | 7                                          | John Higgins                               |                                            |                   |               |                                            |                                            |                                            |  |  |                                      |                                      |                                      |  |  |                                |                                |                                |  |
|  | 10                                         | Mark Allen                                 | 5                                          |                   |               |                                            |                                            |                                            |  |  |                                      |                                      |                                      |  |  |                                |                                |                                |  |
|  | 10                                         | Mark Allen                                 | 5                                          |                   | 7             | John Higgins                               | 6                                          |                                            |  |  |                                      |                                      |                                      |  |  |                                |                                |                                |  |
|  |                                            |                                            |                                            |                   | 7             | John Higgins                               | 6                                          |                                            |  |  |                                      |                                      |                                      |  |  |                                |                                |                                |  |
|  |                                            |                                            | 2                                          | Ronnie O'Sullivan | 3             |                                            |                                            |                                            |  |  |                                      |                                      |                                      |  |  |                                |                                |                                |  |
|  | 2                                          | Ronnie O'Sullivan                          | 2                                          | Ronnie O'Sullivan | 3             | 6                                          |                                            |                                            |  |  |                                      |                                      |                                      |  |  |                                |                                |                                |  |
|  | 2                                          | Ronnie O'Sullivan                          |                                            |                   |               |                                            |                                            |                                            |  |  |                                      |                                      |                                      |  |  |                                |                                |                                |  |
|  | 11                                         | Ding Junhui                                | 5                                          |                   |               |                                            |                                            |                                            |  |  |                                      |                                      |                                      |  |  |                                |                                |                                |  |

| Finale (Al meglio dei 19 frames) Marshall Arena, Milton Keynes, 17 gennaio 2021. Arbitro: Paul Collier | |                                      |
| Yan Bingtao (12)                                                                                       | 10–8 | John Higgins (7)                     |
| Miglior break: 103 Century breaks: 1                                                                   | Prima sessione: 99–0, 16–73, 72–66, 0–71, 0–98, 28–73, 97–48, 44–70 Seconda sessione: 74–67, 76–31, 51–74, 0–127, 73–68, 110–0, 73–64, 5–68, 74–12, 99–31 | Miglior break: 116 Century breaks: 1 |
| Yan Bingtao vince il Masters 2021                                                                      | |                                      |

### Century breaks
Durante il corso del torneo sono stati realizzati 30 century breaks.
| N° | Giocatore          | Century breaks | Miglior break |
| -- | ------------------ | -------------- | ------------- |
| 1  | John Higgins       | 6              | 145           |
| 2  | Kyren Wilson       | 4              | 136           |
| =  | Ronnie O'Sullivan  | 4              | 125           |
| =  | Yan Bingtao        | 4              | 141           |
| 3  | Stephen Maguire    | 2              | 137           |
| =  | Stuart Bingham     | 2              | 133           |
| =  | Ding Junhui        | 2              | 129           |
| =  | Mark Williams      | 2              | 108           |
| 4  | Neil Robertson     | 1              | 121           |
| =  | Thepchaiya Un-Nooh | 1              | 113           |
| =  | Joe Perry          | 1              | 108           |
| =  | Mark Allen         | 1              | 106           |